# Faramea jasminoides
Faramea jasminoides är en måreväxtart som först beskrevs av Carl Sigismund Kunth, och fick sitt nu gällande namn av Dc.. Faramea jasminoides ingår i släktet Faramea och familjen måreväxter. Inga underarter finns listade i Catalogue of Life.